# John W. Hardin
John Wesley Hardin (Witewright, Teksas, 26. svibnja 1853. – El Paso, Teksas, 19. kolovoza 1895.), američki zloglasni odmetnik, ubojica i revolveraš koji je živio i djelovao na području Teksasa u vrijeme Divljeg zapada. Ubio je dvadeset i jednu osobu u revolveraškim obračunima ili iz zasjede u razdoblju od 1868. do 1877. godine.
Njegov otac James G. Hardin bio je metodistički propovjednik, učitelj i pravnik, a majka mu je bila Mary Elizabeth Dixson. Godine 1868., u dobi od petnaest godina je ubio crnca, bivšeg roba, zbog svojih rasističkih i protuunionističkih stavova, čime je započela njegova odmetnička karijera tijekom koje je postao zloglasan po revolveraškim umijećima, dvobojima, kockanju i alkoholizmu. Naposljetku je uhvaćen 1877. godine i vraćen u Teksas na suđenje. Osuđen je na dvadeset i pet godina teške robije u Huntsvilleu.

## Vanjske poveznice
- John Wesley Hardin, američki odmetnik – Britannica Online (engl.)
- Život i zločini Johna Wesleyja Hardin: Teksaški odmetnik – tshaonline.org (engl.)
- John Wesley Hardin – ebsco.com (engl.)